# Ligueux, Dordogne
Ligueux là một xã của Pháp, nằm ở tỉnh Dordogne trong vùng Aquitaine của Pháp. Xã này có diện tích 6,66 km2, dân số năm 2006 là 251 người. Xã nằm ở khu vực có độ cao trung bình 180 m trên mực nước biển.

## Hành chính
| Danh sách các xã trưởng                |             |                    |                  |         |
| Giai đoạn                              | Giai đoạn   | Tên                | Đảng             | Tư cách |
| tháng 3 năm 2001                       | đương nhiệm | Sylviane Labrousse | không chính thức | -       |
| Tất cả các dữ liệu trước đây không rõ. |             |                    |                  |         |

## Thông tin nhân khẩu
| Năm    | 1962 | 1968 | 1975 | 1982 | 1990 | 1999 | 2006 |
| ------ | ---- | ---- | ---- | ---- | ---- | ---- | ---- |
| Dân số | 275  | 266  | 211  | 219  | 223  | 204  | 251  |